# Alsterdorf
Alsterdorf è un quartiere della città tedesca di Amburgo. È compreso nel distretto di Hamburg-Nord.